# Кузминец (Миховљан)
Кузминец је насељено место у саставу општине Миховљан у Крапинско-загорској жупанији, Хрватска. До територијалне реорганизације у Хрватској налазио се у саставу старе општине Златар-Бистрица.

## Становништво
На попису становништва 2011. године, Кузминец је имао 424 становника.

## Попис1991.
На попису становништва 1991. године, насељено место Кузминец је имало 585 становника, следећег националног састава:
| Попис 1991.‍ | Попис 1991.‍ | Попис 1991.‍ | Попис 1991.‍ | Попис 1991.‍ |
| ----------- | ----------- | ----------- | ----------- | ----------- |
|             |             |             |             |             |
| Хрвати      | Хрвати      |             | 583         | 99,65%      |
| непознато   | непознато   |             | 2           | 0,34%       |
| укупно: 585 |             |             |             |             |